# 石川県立小松実業高等学校
石川県立小松実業高等学校（いしかわけんりつ こまつじつぎょうこうとうがっこう、英: Ishikawa Prefectural Komatsu Vocational High School）は、石川県小松市にあった公立の実業高等学校。

## 第一次
- 1948年（昭和23年）度に、小松商業学校と小松工業学校が合併して小松実業高等学校として設立されたが、1949年（昭和24年）度に石川県立小松高等学校に統合され、わずか1年で姿を消す。

## 第二次
- 1952年（昭和27年）度に小松高校より商業課程、工業課程が独立し、再び小松実業高等学校となる。1963年（昭和38年）度に商業課程が石川県立小松商業高等学校として分離し、小松実業の商業課程は募集を停止。1964年（昭和39年）度の商業課程在籍者の卒業を以て、1965年（昭和40年）度から石川県立小松工業高等学校に改称[1]。1964年（昭和39年）の第46回全国高等学校野球選手権大会に小松実業高校として出場した時は、すでに小松商業高校と分離したあと。